# Judge Dread
Alexander Minto Hughes, mest känd som Judge Dread, född 2 maj 1945, död 13 mars 1998, var en brittisk reggae- och skamusiker. Artistnamnet tog han från låten av Prince Buster med samma namn. Han var den första vita artisten som fick en reggae-hit på Jamaica. Han dog på scenen under ett framträdande på The Penny Theatre, Canterbury. Bara 15 dagar före sin död spelade Judge Dread på Lorry i Sundbyberg utanför Stockholm.

## Diskografi
- 1972 – Dreadmania: It's All in the Mind
- 1974 – Working Class 'Ero
- 1975 – Bedtime Stories
- 1976 – Last of the Skinheads
- 1977 – 40 Big Ones
- 1980 – Reggae and Ska
- 1981 – Rub a Dub
- 1984 – Not Guilty
- 1988 – Live and Lewd
- 1998 – Dread White and Blue